# Bruce Savage
William Bruce Savage (Hollywood, 21 dicembre 1960) è un ex calciatore e allenatore di calcio statunitense, di ruolo difensore.

## Palmarès

### Nazionale
- Gold Cup: 1

1991